# Пашаев, Заур Фируддин оглы
Заур Фируддин оглы Пашаев (азерб. Zaur Firuddin oğlu Paşayev, родился 31 августа 1983 года в Джалилабаде) — азербайджанский баскетболист, выступавший на позиции разыгрывающего защитника; играющий тренер азербайджанского клуба «Зирве» (Астара) из чемпионата Азербайджана. Является одним из наиболее известных азербайджанских баскетболистов в стране наравне с Фуадом Нифталиевым.

## Биография
Игровую карьеру начал в 1994 году, первый тренер — Шахрияр Аскеров. Дебютировал в клубе «НТД-Девон-Сервис», участвовал в Европейском Кубке вызова ФИБА в 2003 году, в том же году впервые выступил в отборе на Евробаскет-2003. В 2004 году участвовал в Кубке Европы в составе бакинской «Галы», а в составе азербайджанской сборной сыграл на чемпионате малых государств Европы, также известном как Кубок развития ФИБА Европа (4-е место на турнире в Андорре).
В 2005 году Пашаев выступил в составе сборной Азербайджана на Играх исламской солидарности в Саудовской Аравии, на которых сборная Азербайджана одержала победу. В 2006 году в составе «Галы» участвовал в Кубке Европы, на чемпионате Европы среди малых государств в Албании стал чемпионом со сборной Азербайджана и попал в символическую сборную турнира. В 2008 году повторил успех со сборной Азербайджана в Шотландии.
В сезоне 2008/2009 выступал за тбилисскую команду НТД, в сезоне 2009/2010 играл за «Араз-НТД». С 2011 года играл за «Кутаиси-2010», трижды выигрывал турнир «Новруз» в Бишкеке. Занял 2-е место в 2011 году во группе B второго дивизиона чемпионата Европы по баскетболу. Бронзовый призёр чемпионата Грузии в 2012 году, участник отбора на Евробаскет-2013; в 2014 году стал серебряным призёром чемпионата Грузии. Чемпион Грузии 2016 года.
Чемпион Игр исламской солидарности 2017 года в составе сборной Азербайджана по баскетболу 3×3. В сезоне 2017/2018 вернулся в «Араз-НТД», позже перешёл в украинский «Кремень» (Кременчуг) из Высшей лиги Украины, став вторым азербайджанцем в истории клуба (до него там играл Амиль Гамзаев). В том же году занял 2-е место на Промокубке по баскетболу 3×3 в Санкт-Петербурге в конкурсе трёхочковых бросков, представлял команду «Баку» в турнире 3×3.
С 2019 года является играющим тренером клуба «Зирве» в чемпионате Азербайджана.

## Достижения
- Грузинская Суперлига
  - Чемпион (1): (2016)
  - Финалист (1): (2014)